# Speak (álbum)
Speak es el álbum debut de la actriz y cantante Lindsay Lohan. Fue lanzado en los Estados Unidos el 7 de diciembre de 2004 por Casablanca Records. El álbum se convirtió en el primer gran vendedor de Casablanca Records en varios años, con más de 1 000 000 copias vendidas sólo en los Estados Unidos.
El álbum recibió críticas mixtas, con críticos comentando que Lohan "no es una mala cantante, pero no una cantante extraordinaria". En los Estados Unidos, el álbum alcanzó el número cuatro de la Billboard 200, vendiendo  261,762 copias en su primera semana. En Alemania, el álbum debutó en la posición 
cincuenta y tres y se mantuvo en la lista durante cuatro semanas.
Los dos primeros sencillos del álbum, «Rumors» y «Over», fueron éxitos, con «Over» encabezando la Bubbling Under Hot 100 Singles, donde permaneció durante tres semanas. La canción también tuvo éxito a nivel internacional en países como Australia, Irlanda y el Reino Unido. «Rumors» alcanzó el puesto seis de la Bubbling Under Hot 100 Singles y también le fue bien en Australia y Alemania, donde alcanzó la posición diez y catorce respectivamente. El vídeo musical de «Rumors» fue nominado a "Mejor Video Pop" en los MTV Video Music Awards de 2005. Ambas canciones fueron puestos al aire en el programa MTV Total Request Live. El último sencillo, «First», fue lanzado para ayudar a promover la película de Lohan, Herbie: Fully Loaded. La canción ganó un pequeño éxito en Australia y Alemania. Lohan promovió el álbum mediante la realización de las canciones en una serie de presentaciones en directo. Se planificaron los planes para una gira en Taiwán, pero más tarde fue cancelada.

## Antecedentes
Lindsay Lohan planeaba lanzar un álbum en el verano de 2001, según su sitio web oficial, llrocks.com. El álbum no fue lanzado en 2001, pero Lohan había comenzado a grabar demos con Emilio Estefan y su esposa Gloria Estefan, Lohan firmó un contrato de producción de cinco álbumes en septiembre de 2002. "Estoy muy emocionada de trabajar con Emilio. Estoy rodeada de un grupo de personas muy talentosas quienes me han hecho sentir como parte de su familia", dijo Lohan a la prensa. También en septiembre, Lohan consiguió el papel como la hija en la versión de Disney, Freaky Friday, que la obligaba a aprender a tocar la guitarra y cantar. Lohan grabó una canción para la película, «Ultimate», que fue lanzado en la Radio Disney para ayudar a promover la película. La canción alcanzó el número dieciocho de la Radio Disney Top 30. Lohan anunció que la canción estaba separada de su carrera como cantante, ya que muchos ídolos adolescentes, como Hilary Duff y Raven-Symoné estaban expandiendo sus carreras de la actuación para el canto.
En 2003, Lohan grabó cuatro canciones incluyendo el éxito de Radio Disney, «Drama Queen (That Girl)», que se lanzó para la banda sonora de la película de Lohan, Confesiones de una típica adolescente. Lohan comenzó a escribir las canciones de su álbum en abril de 2004. "Escribí un montón de letras y estoy involucrada en el proceso de producción, porque es como si estoy cantando, yo quiero que sea algo en que me pueda identificar", dijo Lohan. "Sólo estoy tratando de sentir y ver a dónde va. Estoy tocando la guitarra y también me encanta bailar, así que [la música será] en algún lugar a lo largo de las líneas del hip-hop y el rock". Ella había comenzado a trabajar con Diane Warren y Randy Jackson, quienes ayudaron a escribir y producir su álbum.  Diane Warren escribió la canción, «I Decide», para Lohan, que originalmente iba a estar en su álbum. Cuando Lohan decidió no colaborar con Warren y Jackson, fue lanzado en lugar para la banda sonora de la película, The Princess Diaries 2: Royal Engagement y en la Radio Disney.
En 2004, el acuerdo de Lohan con Emilio Estefan, había sido cancelado y Lohan comenzó a buscar productores para su álbum. Cuando MTV le preguntó sobre con quién estaría trabajando, Lohan dijo, "El otro día me reuní con Jive, Universal y hablé con alguien de Bad Boy, sería una especie de fresco, pero ya veremos lo que pase." En el verano, Lohan reveló que había firmado un contrato con Casablanca Records, cuya sociedad matriz es Universal Music Group. Los productores musicales Kara DioGuardi y John Shanks escribieron y produjieron diez de las pistas, de ellas seis con Lohan. Cory Rooney produjo su primer sencillo, «Rumors», con Taryll y TJ Jackson, hijos de Tito Jackson.

## Producción
La producción del álbum comenzó en julio de 2004, mientras que Lohan se estaba preparando para filmar su próxima película de Disney, Herbie: Fully Loaded. Cuando la filmación de Herbie comenzó el 4 de agosto, Lohan tenía que escribir y grabar seis de las doce canciones de su álbum en el set de Herbie, ya que tenía una fecha límite para que el álbum podría tener buenas ventas en diciembre durante el período de Navidad. Lohan filmaba la película desde las 05a.m. hasta las 12:30a.m. y comenzaba a escribir en su remolque desde las 12:30a.m. hasta las 2a.m., dándole sólo tres horas de sueño.
La producción del álbum y de la película fueron detenidas el 21 de octubre, cuando Lohan fue trasladada de urgencia al Centro Médico Cedars-Sinai, al parecer por el cansancio y la fiebre alta de 103 grados. Lohan llegó a tener una infección en los riñones y también se encontraba en medio de una crisis familiar cuando su padre fue arrestado a principios de ese año. Después de permanecer en el hospital durante seis días, Lohan fue liberada y regresó para terminar el rodaje de la película y la grabación de su álbum. "Yo estaba sobre-Programación mí mismo", dijo Lohan en su aparición en The Ellen DeGeneres Show, "Es importante decir que no". La fecha de lanzamiento original de su álbum fue en noviembre, pero se retrasó al 7 de diciembre para que Lohan finalizara la grabación de su nuevo álbum después de su estancia en el hospital.
De acuerdo con Rodney Jerkins, Lohan habría grabado una pista de su autoría titulada «Extraordinary». La canción, que es una canción de rock, nunca llegó a la lista de canciones final del álbum. "Estamos a la espera de entrar en el estudio y lo cortó. Sé que su horario es una locura frenética, así como la mía. Así que nos vamos a encontrar ese día en el que podemos conseguirlo y cortarlo en evidencia aquí en Los Ángeles o lo que sea. debe ser divertido, porque tiene todo esto, sabes, esa imagen de chica mala poco lo que todo el mundo está tratando de poner en ella, ¿sabes lo que quiero decir? básicamente, el disco que hemos hecho está básicamente diciendo, ya sabes, no soy el fondo común, yo soy diferente ".

## Recepción de la crítica
Speak recibió mayormente una reacción mixta de la crítica. Linda McGee, de RTE.ie, dice: "Lo que hace que el disco sea más impresionante es la aparente facilidad de Lohan en el cumplimiento de varios estilos. Aunque su voz no es sensacional, su borde arenoso la mantiene a flote en este álbum".
"Ella todavía tiene espacio para desarrollarse como cantante, pero sus habilidades como compositora ya son impresionantes", dice Teen Ink, que le dio al álbum una crítica positiva. La revista continúa diciendo: "Para su primer intento, Lohan hace un muy buen trabajo." Speak "es un placer de escucharlo de principio a fin".
CD Universe dice que "'Speak' demuestra que Lohan tiene el coraje y el talento necesario para competir con otras grandes estrellas del pop adolescente". "Sólo con dos exitosas películas en su haber, Lohan decidió que era hora de dar la vuelta [a sí misma] en un mensaje multimedia, la estrella multi-plataforma", escribió Stephen Thomas Erlewine de Allmusic, "y así Speak fue grabado de forma rápida y se precipitó en las tiendas". Él llamó su música como, "una mezcla de Britney Spears con el dance-pop y el sonido de rock de Hilary Duff y Ashlee Simpson. [Sin embargo], Lohan se distingue del resto de su partido por su actitud lista y su voz ronca".
IGN le dio al álbum una crítica agridulce, diciendo: "Al igual que sus contemporáneas Britney, Christina Aguilera, Ashlee, Avril Lavigne, y Hilary que aún está por verse si será trascendente el modelo de la princesa del pop genérico y convertirse en un artista de profunda madurez. Para Ahora conversa ofertas hasta recubiertos de azúcar, pop prefabricado que se digiere fácilmente, pero igual de fácil de olvidar". Entertainment Weekly también le dio al álbum una C, indicando que "La estrella de Chicas Malas tiene algunos placeres culpables: «Rumors» cierra de golpe drásticamente las mismas stalkerazzi que le hizo un nombre familiar, mientras que la interpolación «Over» es perfecto para cantar en su rizador de pelo delante del espejo, pero en alguna parte, Avril Lavigne la ayudó a influenciarla, es evidente en el trabajo aquí - está rodando sus ojos". El crítico de la revista People, Chuck Arnold le dio al álbum una revisión, declarando que el álbum es una "prometedora colección competente del pop adolescente".

## Promoción
Para promocionar el álbum, Lohan hizo varias presentaciones en los Estados Unidos. Lohan apareció en Sesiones @AOL el 2 de diciembre, donde lleva a cabo las canciones «Rumors», «Over» y «Speak». Su primera aparición televisiva fue en Good Morning America el 6 de diciembre, como parte de la serie de conciertos de Women Rule. Mientras que ella cantó «Over», sin problemas, y «Rumors», que por un momento se notó que era playback. Lohan negó que era playback, alegando que había una pista de fondo porque había estado enferma y que la canción tenía que ser mejorada a partir de una canción electro-pop con una versión acústica. Kim Jakwerth, de Casablanca Records, apoyó esta declaración diciendo, "Ella no hizo playback. Lindsay cantó 100 por ciento en vivo. Su banda tocó 100 por ciento en vivo. Los coristas fueron 100 por ciento en vivo. Sí, en la primera canción había pistas de fondo, que no estaban en la segunda canción". Lohan también realizó «Over» en The Ellen DeGeneres Show el 16 de diciembre. Ella coorganizó y realizó «Rumors» en la fiesta de Nochebuena de MTV de 2005, el 31 de diciembre.
En enero de 2005, Lohan interpretó «Over» y «Speak» en Yahoo Live, donde también compartió una entrevista. El 14 de mayo, Lohan realizó un show en Wango Tango de KIIS-FM. Ella interpretó «First» y «Speak», y compartió escenario con otros artistas populares como Kelly Clarkson, Black Eyed Peas, y Gwen Stefani. Entre canción y canción, Lohan se mencionó que se trataba de una rara actuación en directo. En una entrevista, Lohan ha mencionado la posibilidad de recorrer Japón: "Empiezo a grabar mi próxima película Lady Luck que saldrá en 2005 y probablemente sólo un poco más tarde entonces esperamos más sencillos y otro álbum. Tal vez de gira en Japón y en todas partes. Eso estaría bien". Mientras que ella no salió de gira en Japón, Lohan tenía previsto hacer una gira en Taiwán después de saber que su álbum había sido certificado Oro. "Me encantaría (un tour en Taiwán). No se han realizado giras en absoluto en este momento, pero me encantaría hacer eso. Es una gran sensación saber que la gente en otros lugares y en otros países están al tanto de mi música y lo que hago", dijo Lohan a los periodistas. La gira fue cancelada posteriormente cuando Lohan comenzó a filmar sus películas, Bobby, Chapter 27, y Georgia Rule.

### Sencillos

#### Rumors
«Rumors» fue lanzado como el primer sencillo del álbum el 17 de septiembre de 2004, este fue un éxito radial en los Estados Unidos, pero no quedó demostrado en los Charts oficiales del país. Fue certificado oro por la RIAA debido a las masivas descargas digitales, y su vídeo llegó a número uno en MTV's Total Request Live en varias ocasiones, permaneciendo en la cuenta durante cuarenta y cinco días. También fue nominada a un MTV Video Music Award al Mejor Video Pop. El video musical fue dirigido por Jake Nava que también dirigió el video musical de «My prerogative» de Britney Spears. El video tuvo una versión editada de la canción que está a unos 12 segundos más largo que la versión del álbum, ya que cuenta con un break dance que era necesario para el vídeo. Esta versión editada oficialmente nunca fue lanzada, solo se pudo ver la versión normal y oficial.

#### Over
«Over» fue lanzado como segundo sencillo promocional del primer álbum de Lindsay Lohan, este fue publicado el 25 de abril del 2005 en los Estados Unidos. Debido a la falta de promoción este fue menos exitoso que su sencillo anterior. El video fue dirigido por Jake Nava y cuenta la historia de un amor imposible y en "secreto" entre una típica chica y un chico vigilado por su padre. El personaje del chico es interpretado por el actor Drew Fuller.

#### First
El tercer sencillo «First» fue lanzado el 25 de agosto y (también lanzado como sencillo de la banda sonora de la película "Herbie: a toda marcha", tampoco tuvo éxito en las listas, pero se convirtió en un éxito moderado en algunas partes de Europa y América Latina. Desde un principio, la canción «Speak» iba a ser el tercer sencillo, pero luego «First» fue elegido para ayudar a promocionar "Herbie: a toda marcha". Más tarde «Speak» se reprogramó como el cuarto sencillo. Sin embargo debido a la apretada agenda de Lindsay, «Speak» fue cancelado.

## Lista de canciones
| Álbum en CD/Descarga digital |                            | |                                           |          |  |
| N.º                          | Título                     | Escritor(es) | Producer(s)                               | Duración |  |
| 1.                           | «First»                    | Kara DioGuardi, John Shanks                                                                                          | Shanks, DioGuardi                         | 3:29     |  |
| 2.                           | «Nobody 'Til You»          | DioGuardi, Shanks | Shanks, DioGuardi                         | 3:37     |  |
| 3.                           | «Symptoms of You»          | Andreas Carlsson, Lisa Greene, Savan Kotecha, Lindsay Lohan                                                          | Shanks, DioGuardi, Carlsson               | 2:55     |  |
| 4.                           | «Speak»                    | DioGuardi, Shanks, Lohan                                                                                             | Shanks, DioGuardi                         | 3:46     |  |
| 5.                           | «Over»                     | DioGuardi, Shanks, Lohan                                                                                             | Shanks, DioGuardi                         | 3:36     |  |
| 6.                           | «Something I Never Had»    | Shelly Peiken, Shanks                                                                                                | Shanks, DioGuardi                         | 3:38     |  |
| 7.                           | «Anything But Me»          | DioGuardi, Shanks, Lohan                                                                                             | Shanks, DioGuardi                         | 3:16     |  |
| 8.                           | «Disconnected»             | Kristian Lundin, Jake Schulze, Savan Kotecha, Carl Bjorsell, Didrik Thott, Carl Falk, Sebastian Thott & Marion Raven | Shanks, DioGuardi, Lundin, Kalle Engstrom | 3:34     |  |
| 9.                           | «To Know Your Name»        | David Eriksen, Tom Nichols                                                                                           | Eriksen                                   | 3:19     |  |
| 10.                          | «Very Last Moment in Time» | Troy Verges, Steve Robson, Hillary Lindsey                                                                           | Shanks, DioGuardi                         | 3:28     |  |
| 11.                          | «Magnet»                   | DioGuardi, Jimmy Harry                                                                                               | Shanks, DioGuardi, Harry                  | 3:14     |  |
| 12.                          | «Rumors»                   | Cory Rooney, Lohan, Taryll Jackson, TJ Jackson                                                                       | Rooney                                    | 3:16     |  |

## Posicionamiento
| Listas (2004–05)                   | Posición |
| ---------------------------------- | -------- |
| Australia (ARIA)                   | 57       |
| Alemania (Media Control Charts)    | 53       |
| Austria Albums (Ö3 Austria Top 40) | 36       |
| Canadian Albums (Billboard)        | 9        |
| Japón Albums (Oricon)              | 19       |
| Reino Unido (UK Albums Chart)      | 105      |
| US Billboard 200                   | 4        |

## Certificaciones
| Organismo certificador | Certificación | Ventas certificadas |
| ---------------------- | ------------- | ------------------- |
| Japón (Oricon)         | Platino       | 250 000             |
| Estados Unidos (RIA)   | Platino       | 1 000 000           |